# Dicranella acroclada
Dicranella acroclada är en bladmossart som beskrevs av Cardot in Grandidier 1915. Dicranella acroclada ingår i släktet jordmossor, och familjen Dicranaceae. Inga underarter finns listade i Catalogue of Life.